# Wilhelm Winternitz

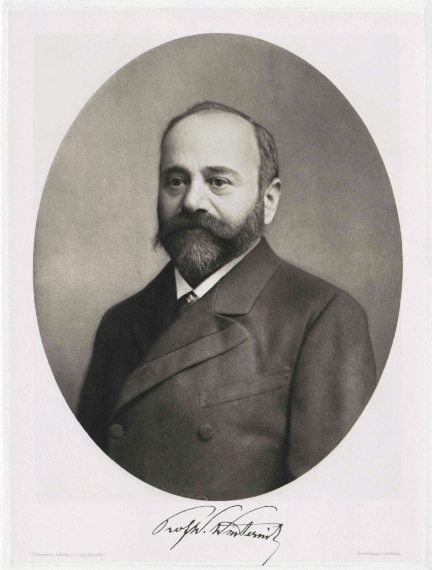
Wilhelm Winternitz

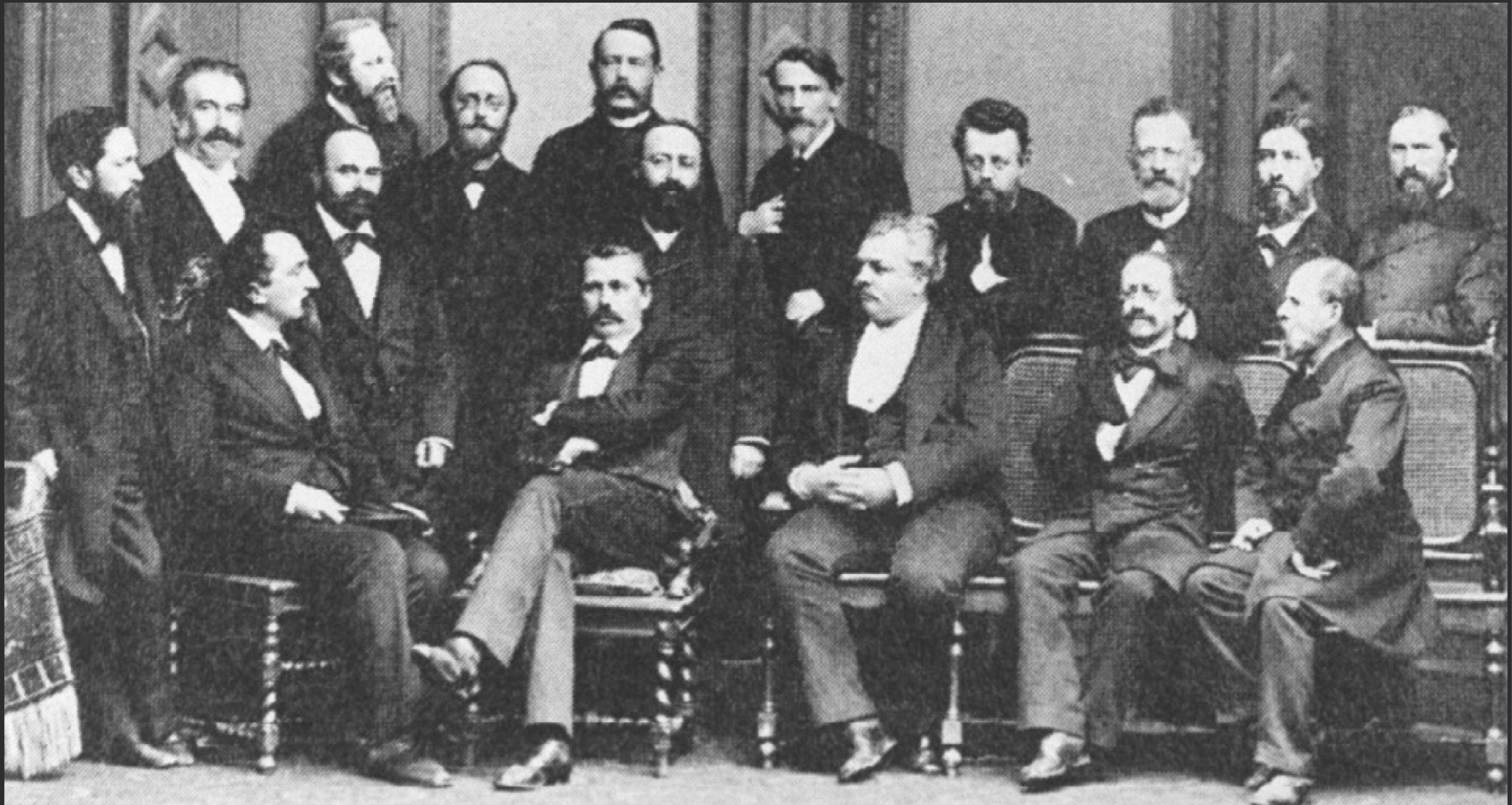
Die Abteilungsvorstände der Allgemeinen Poliklinik in Wien um 1885.
Von links, sitzend:
Alois Monti, Johann Schnitzler, Robert Ultzmann, Jakob Hock, Samuel Siegfried Karl von Basch;
von links stehend:
August Leopold von Reuss, Emil Stoffella, Wilhelm Winternitz, Leopold Oser, Anton von Frisch, Hans von Hebra, Ludwig Fürth, Moriz Benedikt, Viktor Urbantschitsch, Max Herz, Anton Wölfler, Ludwig Bandl

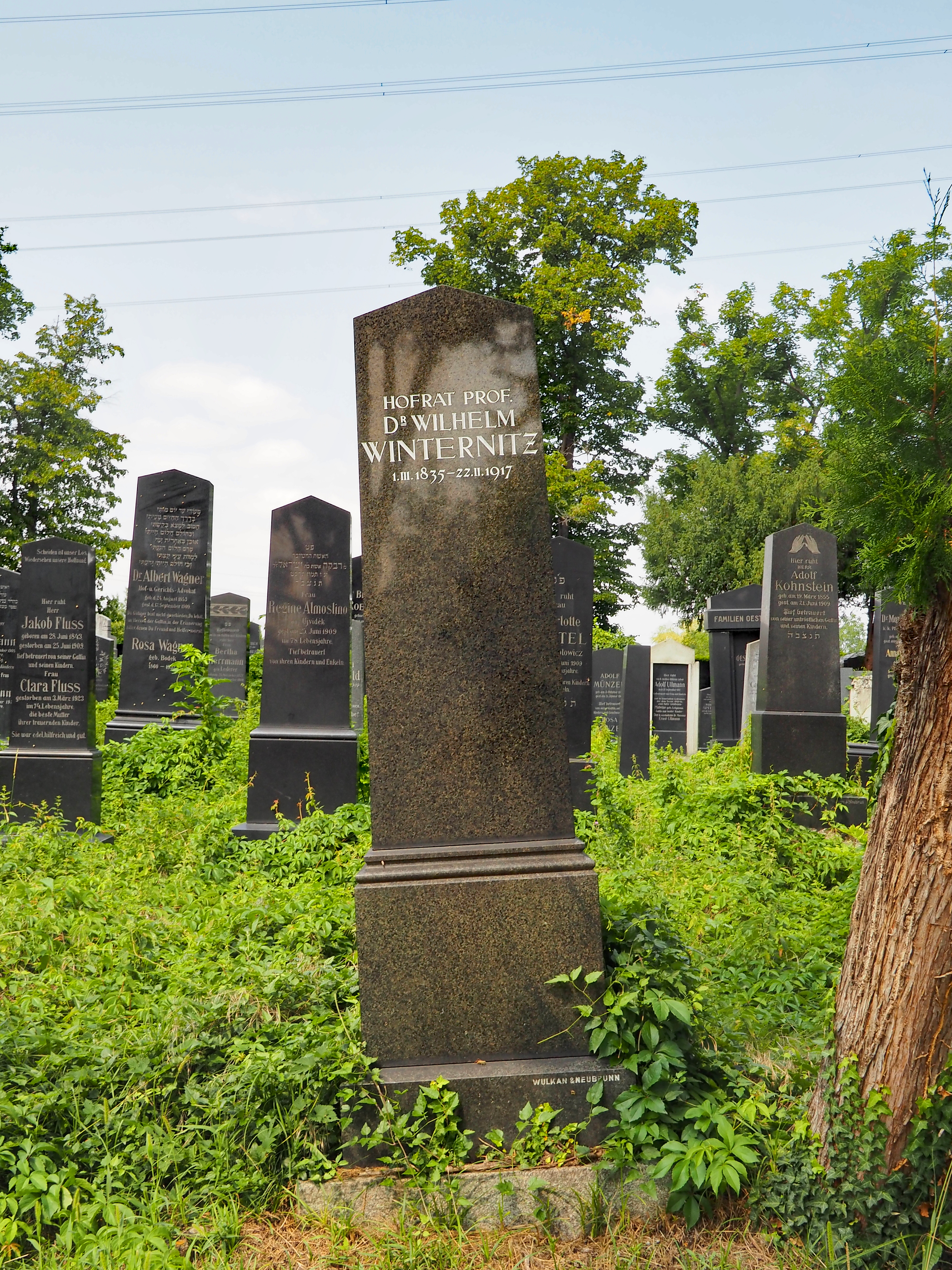
Grab von Wilhelm Winternitz in der Alten Jüdischen Abteilung des Wiener Zentralfriedhofs

Wilhelm Winternitz (* 1. März 1834 in Josephstadt, Böhmen; † 22. Februar 1917 in Wien) war ein österreichischer Internist, Hydrotherapeut und Balneologe. Mit seinem Werk Die Hydrotherapie auf physiologischer und klinischer Grundlage begründete er 1877 die Physikalische Therapie und damit die Grundlagen der modernen Physiotherapie.

## Leben
Winternitz studierte Medizin in Prag und Wien, wo er Schüler von Johann von Oppolzer, Josef von Škoda und den anderen Wiener medizinischen Größen war. Im Jahre 1857 wurde er zum Dr. med. promoviert. Er habilitierte sich 1865 an der Wiener Medizinischen Fakultät als Dozent für Hydrotherapie. Seine zweite Habilitation für Innere Medizin erfolgte im Jahr 1874. 1881 wurde er zum a.o. Professor ernannt und war seit 1899 ordentlicher Professor.
Wie auch bei seiner Habilitation aufbauend auf den Methoden von Vincenz Prießnitz, dessen Kaltwassertherapie er unter Prießnitz’ Nachfolger Joseph Schindler (1814–1890) kennengelernt hatte, hat Winternitz dessen hydropathisches Kaltwasserkurverfahren zur modernen Hydrotherapie erweitert und gründete 1865 in Kaltenleutgeben die zweite dortige Kaltwasser-Heilanstalt und spätere „Wasserheilanstalt Professor Winternitz“, ein sogen. Heilbad. 1899 wurde Winternitz zum ersten Leiter der hydrotherapeutischen Klinik in der Allgemeinen Poliklinik in Wien berufen, wo er bereits 1872 eine hydrotherapeutische Station eingerichtet und der er seine eigene Wasserheilanstalt im Wiener Wald angegliedert hatte. Zugleich erhielt er den für ihn 1896 beantragten ersten Lehrstuhl für Hydriatik/Hydrotherapie an einer deutschsprachigen Universität. Winternitz veröffentlichte eine große Zahl von wissenschaftlichen Aufsätzen und Monographien vorwiegend im Zusammenhang mit der Hydrotherapie. Er war Herausgeber u. a. der von 1891 bis 1908 unter diesem Titel monatlich erscheinenden „Blätter für klinische Hydrotherapie und verwandte Heilmethoden“, dann umbenannt in „Blätter für klinische Hydrotherapie und physikalische Heilmethoden“ (bis 1910).
Die Grabstätte von Wilhelm Winternitz befindet sich in der Alten Jüdischen Abteilung des Wiener Zentralfriedhofs (Tor 1, Gruppe 52A, Reihe 1, Nr. 14); als Geburtsjahr wird 1835 angeführt.

## Veröffentlichungen
- Kaltenleutgeben und meine Wasserheilanstalt. 1869.
- Die Hydrotherapie auf physiologischer und klinischer Grundlage. 2 Bände, 1877/80
- Hydrotherapie In: Real-Encyclopädie der gesammten Heilkunde. Zweite Auflage, Band 10 (1887), S. 5–27 (Digitalisat). Dritte Auflage, Band 11 (1896), S. 134–170 (Digitalisat)
- Wasserkur und natürliche Immunität. 1917.
- Blätter für klinische Hydrotherapie und verwandte Heilmethoden. 1891–1908.